# Powes Parkop
Powes Parkop est un avocat et homme politique papou-néo-guinéen, gouverneur du District de la capitale nationale depuis 2007.

## Biographie

### Études et carrière politique
Détenteur d'un diplôme de journalisme de l'université de Papouasie-Nouvelle-Guinée en 1980, il y obtient ensuite un diplôme de Master en droit et est appelé au barreau en 1987. Il enseigne six ans à la faculté de droit de cette même université avant de devenir directeur d'une ONG de défense des droits de l'Homme.
Aux élections de 2007, auxquelles il se présente sans étiquette, il est élu gouverneur du District de la capitale nationale (Port Moresby), et donc également député de ce district au Parlement national. Il fonde le Parti social-démocrate en amont des élections de 2012, auxquelles il est réélu, et conserve également son siège aux élections de 2017 et de 2022. Engagé dans la modernisation de Port Moresby et l'amélioration de la qualité de vie de ses habitants, en 2021 il exprime sa déception lorsque l'Economist Intelligence Unit classe la ville comme étant toujours parmi les moins vivables au monde, aux côtés de Damas, Karachi et Dacca.

### Engagements et prises de position
Powes Parkop est connu pour ses engagements progressistes sur une diversité de sujets de société. En tant que gouverneur de la capitale, il travaille de concert avec ONU Femmes pour améliorer la sécurité des femmes et des filles à Port Moresby, allouant une partie du budget de chaque département municipal à la prise en compte de cet enjeu, et prend part à partir de 2016 à une marche annuelle contre les violences faites aux femmes, accompagné en 2019 du ministre de la Police Bryan Kramer. C'est également de concert avec ONU Femmes qu'il met en œuvre en 2016 un plan d'action contre les violences genrées. En 2020, il demande au gouvernement national d'investir dans la lutte contre les violences faites aux femmes, d'introduire des sièges réservés aux femmes au Parlement national pour entendre leurs voix sur les discriminations et violences qu'elles subissent, de créer un comité destiné à la lutte contre les obstacles que rencontrent les femmes quant à leur participation dans la vie de la société, et d'introduire dans les écoles un programme de prévention contre les violences et le harcèlement. Il crée dans le même temps un comité dédié au niveau de son district, et initie une étude pour une politique contre les violences faites aux femmes sur leur lieu de travail. En 2021, il fait créer un centre d'assistance à la création de petites et moyennes entreprises à destination notamment des femmes.
En 2019, rappelant que les effets néfastes du réchauffement climatique se font déjà sentir, il demande au gouvernement national d'interdire les plastiques à usage unique et d'investir dans le recyclage, et lance un programme pour planter un million d'arbres par an dans la capitale et ses environs. Il en plante les premiers en présence notamment du haut commissaire (ambassadeur) de l'Inde, Vijai Kumar, du coordinateur résidant de l'ONU Gianluca Rampolla et du député de Port Moresby-sud, Justin Tkatchenko, ainsi que de représentants du secteur privé et de simples citoyens de la ville. En 2021, il lance un programme de sensibilisation aux enjeux environnementaux dans les écoles de Port Moresby à travers des excursions scolaires. Dans le cadre de la lutte contre le réchauffement climatique mais aussi du développement de bidonvilles dus à l'exode rural et au prix élevé du logement à Port Moresby, en 2019 il signe un accord avec la Société financière internationale pour la construction de logements écologiques à prix abordable à destination des personnes à revenu faible ou modéré. 
Pour améliorer et promouvoir la santé des habitants de la capitale, il initie en 2014 des sessions de yoga dans les lieux publics trois fois par semaine, ainsi qu'une marche publique de huit kilomètres tous les dimanches, à laquelle il participe au milieu d'habitants. Il interdit par ailleurs la vente et la consommation dans les lieux publics de la noix de bétel, nocive pour la santé,,.
Membre du groupe des Parlementaires internationaux pour la Papouasie occidentale ainsi que du groupe des Avocats internationaux pour la Papouasie occidentale, Powes Parkop soutient activement la lutte des populations autochtones de Papouasie occidentale contre la répression et les violences commises par les autorités indonésiennes sur ce territoire, et pour leur droit à l’autodétermination, ; il demande la réinscription de la Papouasie occidentale sur la liste des territoires non autonomes selon l'Organisation des Nations unies. En 2019, il mène avec Gary Juffa (en), le gouverneur de la province du Nord, une marche de milliers de personnes à Port Moresby contre les violences indonésiennes et le racisme en Papouasie occidentale, puis signe une pétition demandant au Conseil des droits de l'homme des Nations unies de visiter la Papouasie occidentale pour y constater les violations des droits de l'homme. Lors d'un rassemblement public dans un parc de la ville en 2020, il souligne que le gouvernement indonésien « torture, terrorise et réprime des civils innocents qui veulent exprimer leur droit à choisir librement leur avenir », et dénonce le refus des gouvernements de Papouasie-Nouvelle-Guinée et d'Australie de confronter l'Indonésie à ce sujet. Cette même année, il autorise le Mouvement uni pour la libération de la Papouasie occidentale à ouvrir un bureau à Port Moresby. Il est également favorable au droit à l'indépendance de la population de Bougainville, région autonome de Papouasie-Nouvelle-Guinée.
En 2019, dans une question au Premier ministre au Parlement, il demande l'abolition de la peine de mort. En soutien à la liberté de la presse, il proteste en 2018 contre la suspension par la chaîne de télévision privée EM TV (en) du journaliste Scott Waide engagé sur les questions sociales.